# Ulica Grodowa w Katowicach
Ulica Grodowa w Katowicach – ulica w katowickiej dzielnicy Janów-Nikiszowiec. W całości droga ta przebiega przez historyczną część Janowa. Rozpoczyna swój bieg przy skrzyżowaniu z ulicą Zamkową, następnie krzyżuje się z ul. Leśnego Potoku i ul. Nad Stawem, a kończy swój bieg przy skrzyżowaniu z ul. Oswobodzenia i ul. Hodowców.

## Opis
Droga, biegnąca śladem dzisiejszej ulicy Grodowej, istniała już w XIX wieku. Jest zaznaczona na mapie z 1904 roku.
Przy ulicy Grodowej znajdują się następujące historyczne obiekty:
- domy tradycyjne w ogrodach (ul. Grodowa 1, 7, 8, 10, 12, 14, 16, 19, 21, 26, 33 i 41);
- dom mieszkalny w pierzei (ul. Grodowa 9);
- dom mieszkalny z ogrodem (ul. Grodowa 13), wzniesiony pod koniec XIX wieku w stylu historyzmu;
- wolnostojąca kamienica mieszkalna (ul. Grodowa 20), wybudowana w 1886 roku w stylu historyzmu ceglanego prostego;
- wolnostojąca kamienica mieszkalna (ul. Grodowa 24), wzniesiona pod koniec XIX wieku w stylu historyzmu ceglanego prostego;
- wolnostojąca kamienica mieszkalna (ul. Grodowa 25/27), wybudowana pod koniec XIX wieku w stylu historyzmu ceglanego prostego;
- domy mieszkalne w pierzejach (ul. Grodowa 29, 31, 34, 35, 45 i 49).

Przy ul. Zamkowej i ul. Grodowej znajduje się osiedle zabudowy wielorodzinnej z lat pięćdziesiątych XX wieku. Swoją siedzibę przy ul. Grodowej mają: firmy handlowo-usługowe, biuro projektowe i bar. Ulicą Grodową kursują autobusy na zlecenie ZTM. Znajduje się tu przystanek autobusowy Janów Leśnego Potoku, z którego według stanu z listopada 2020 roku odjeżdżają dwie linie autobusowe: 109 i 292. Są to linie wewnątrzmiejskie, a jedna z nich kursuje również do sąsiednich Mysłowic. Ulica Grodowa jest drogą klasy L (droga lokalna).

## Galeria

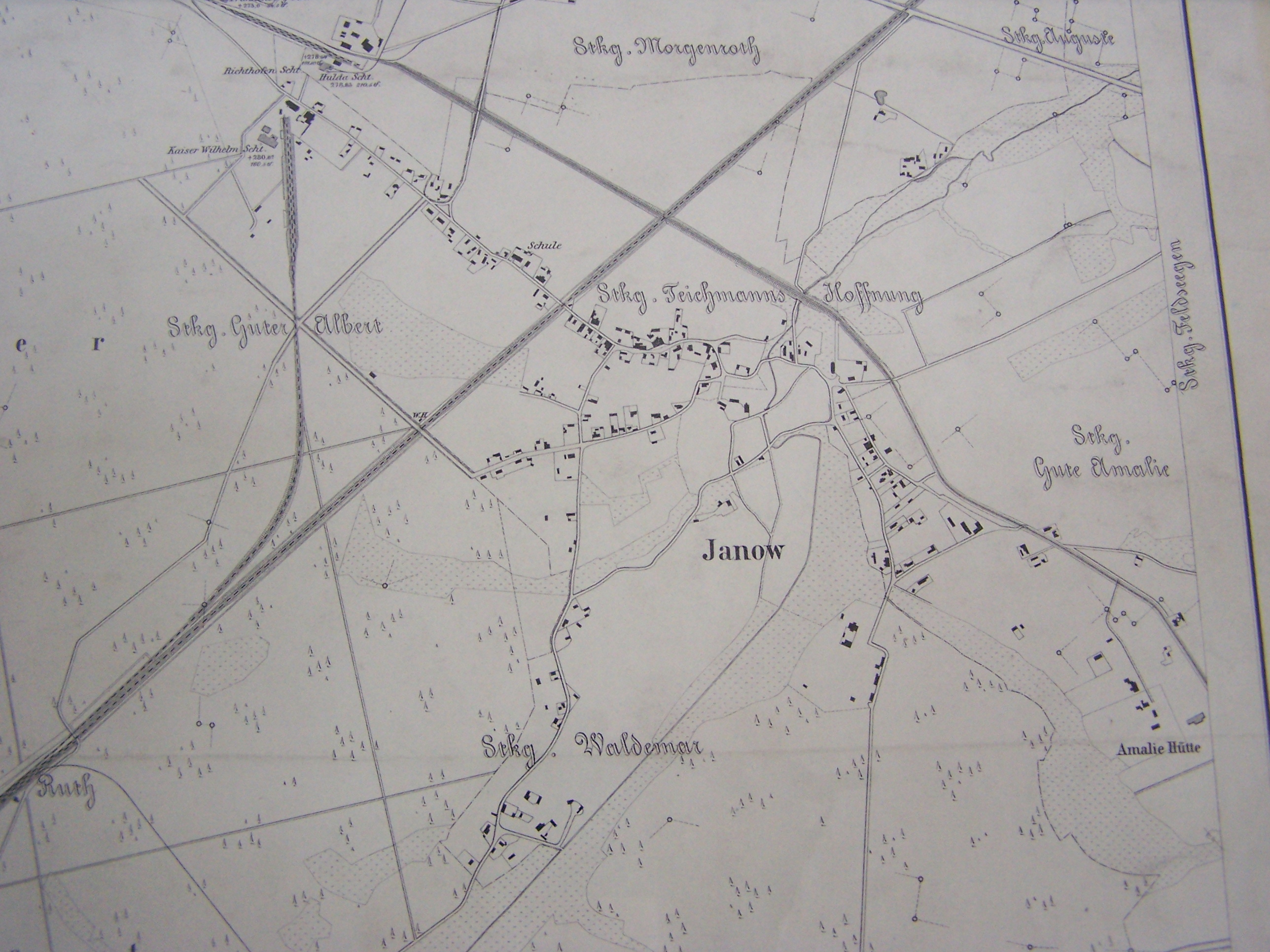
Mapa Janowa z końca XIX wieku, na której znajduje się trakt biegnący w śladzie dzisiejszej ul. Grodowej
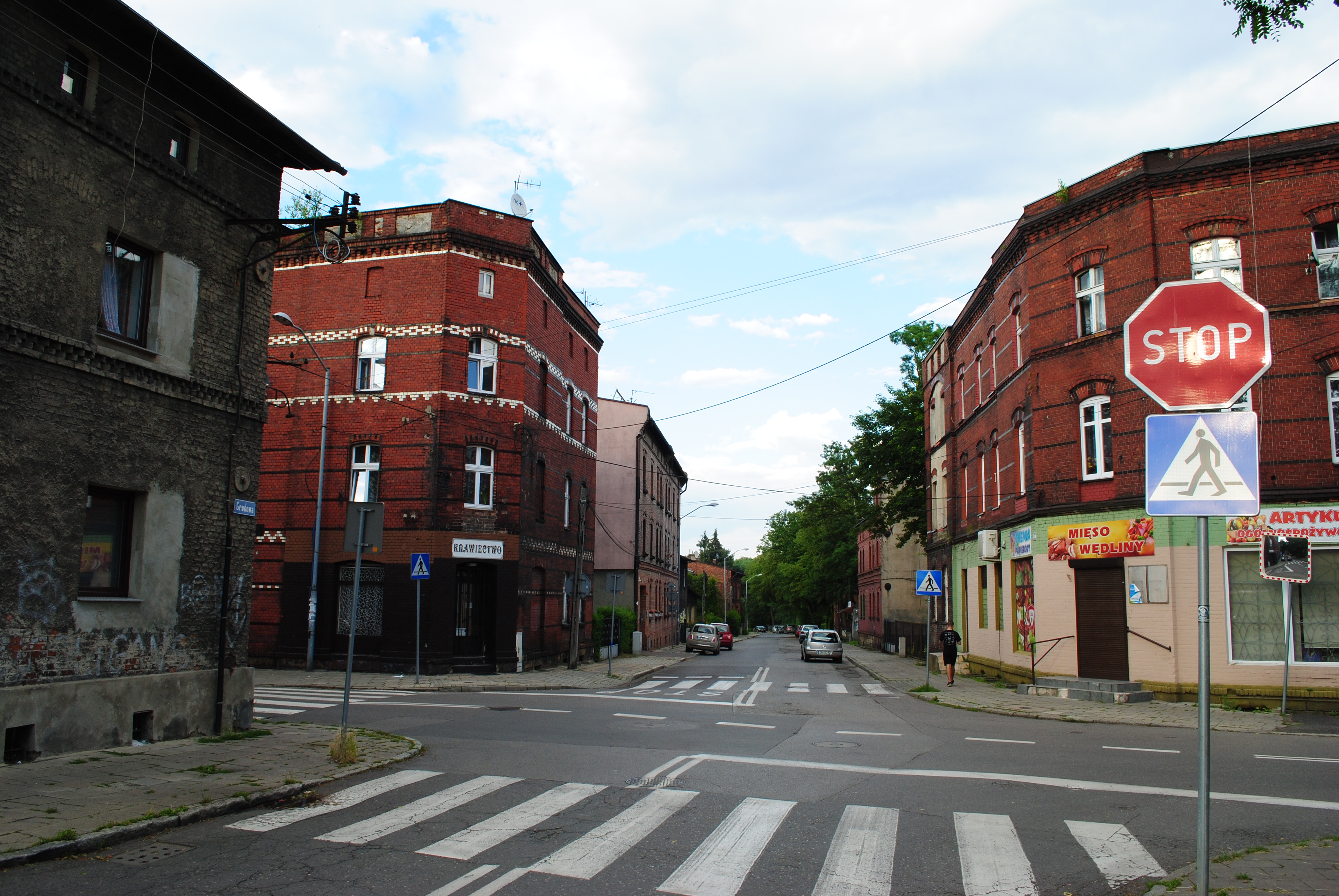
Skrzyżowanie ul. Grodowej z ul. Leśnego Potoku
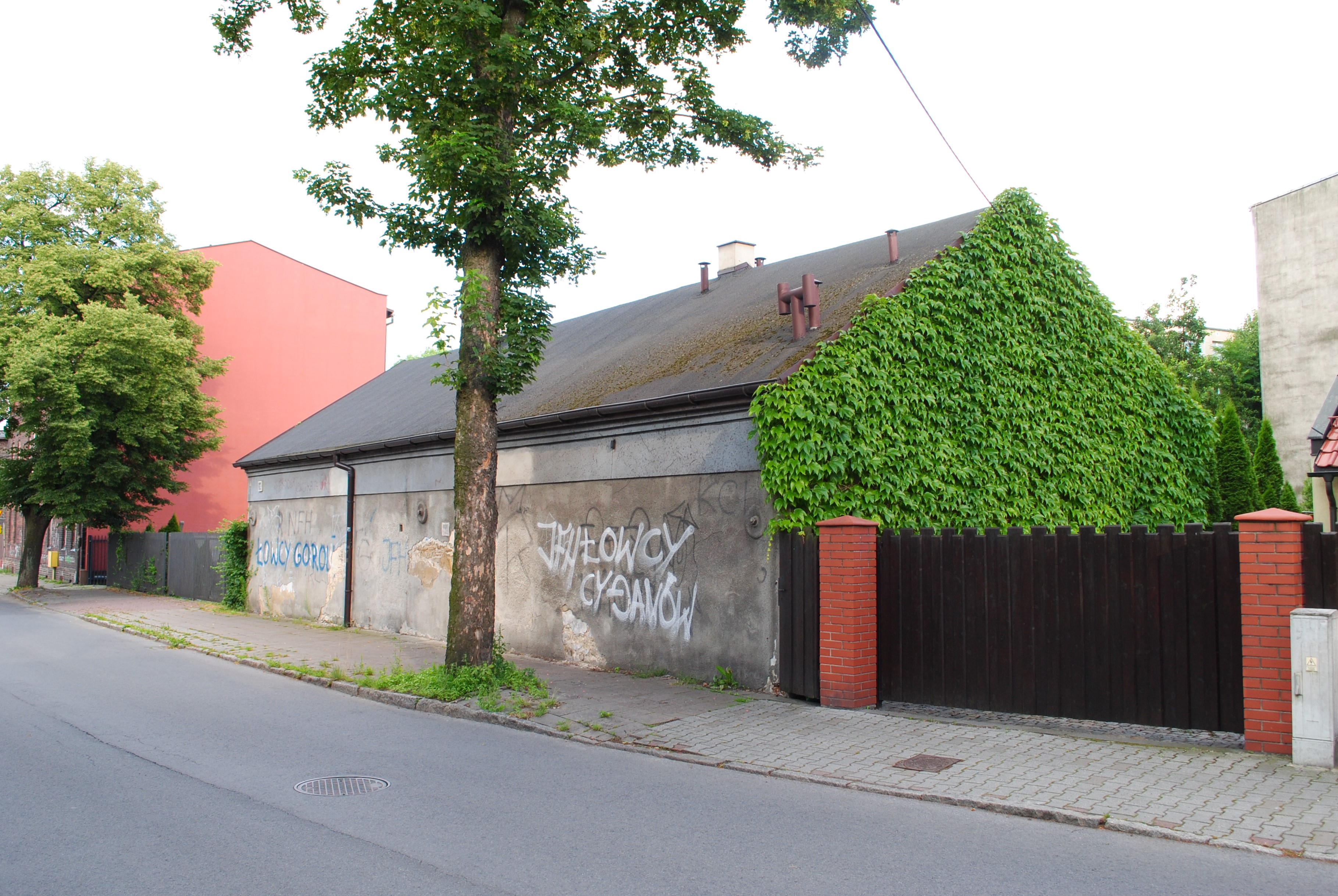
Dom przy ul. Grodowej 12